# Zigurate de Ur

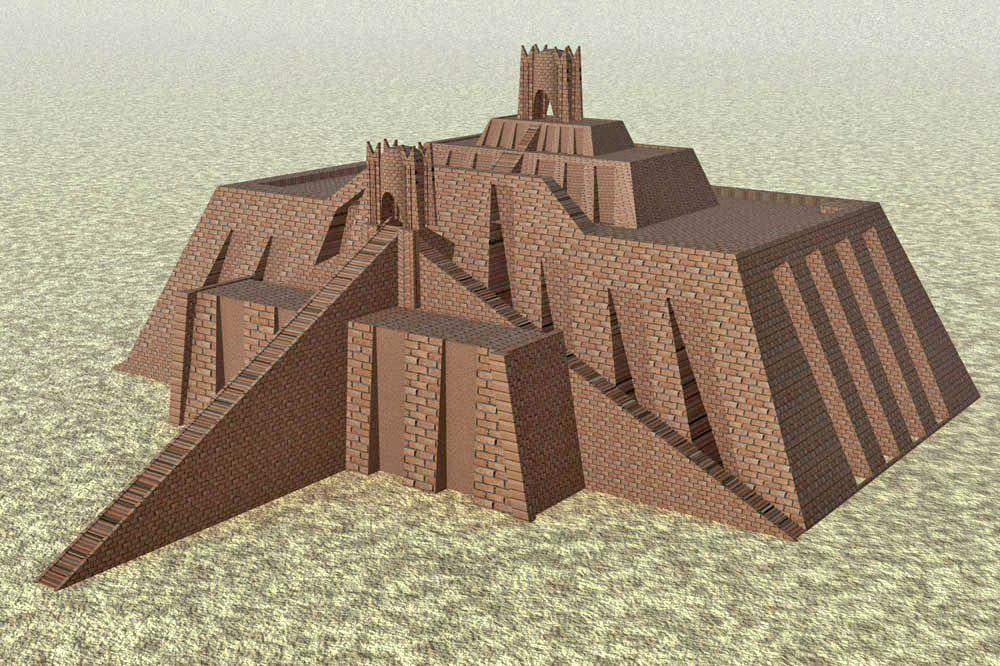
Reconstituição do zigurate de Ur-Nammu, com base na reconstrução feita em 1939 por Woolley (vol. V, fig. 1.4)

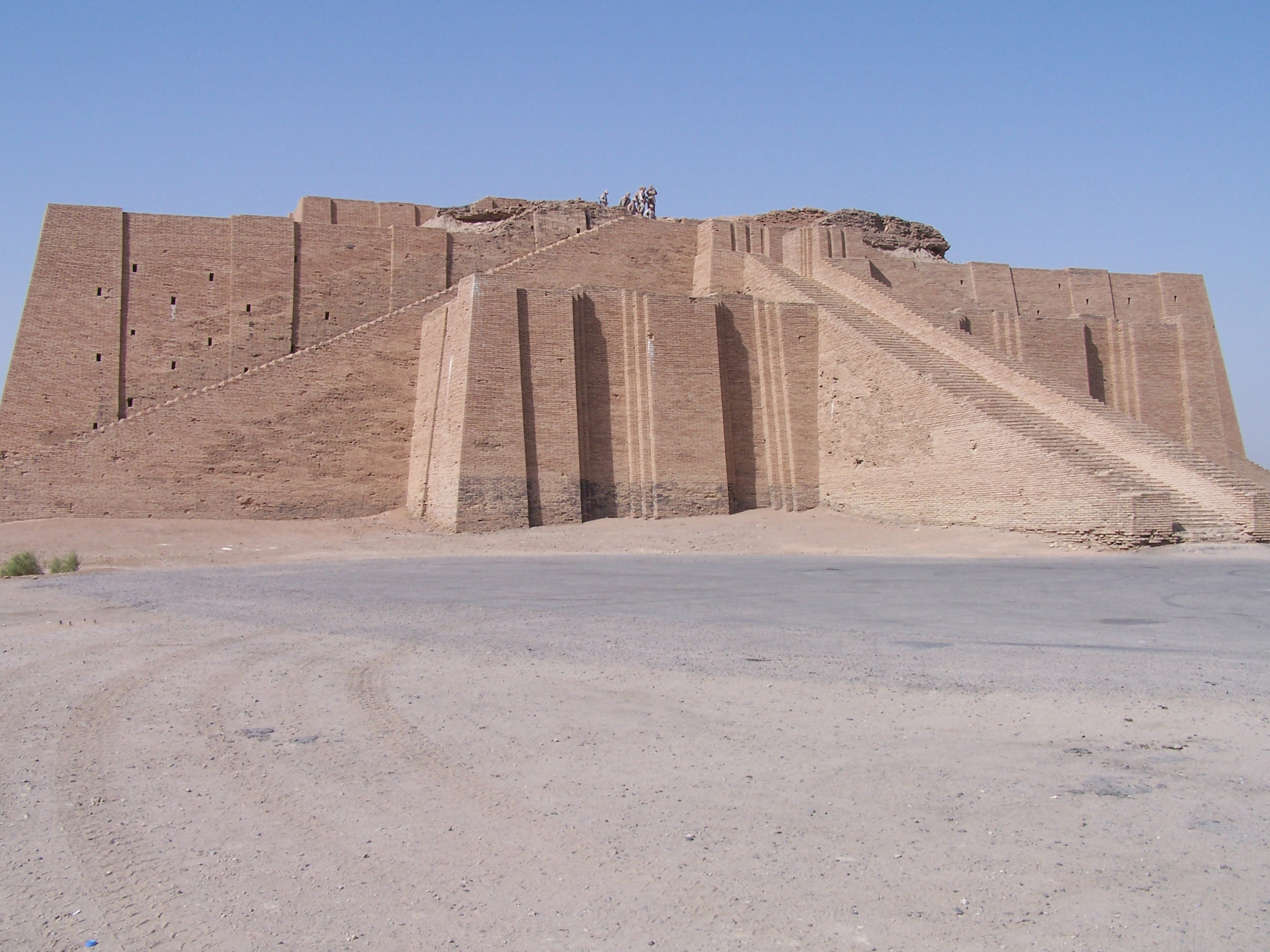
Fachada reconstruída do zigurate; as ruínas da estrutura neobabilônica podem ser vistas no topo da estrutura.

O Zigurate de Ur (também conhecido como Grande Zigurate de Ur; em sumério: E-temen-nigur(u), É.TEMEN.NÍ.GÙR(U).(RU), na escrita cuneiforme 𒂍𒋼𒉎𒅍(𒊒) significando "casa cujo alicerce cria terror") é um zigurate neo-sumério que se localizava na cidade de Ur, próximo à localidade moderna de Nassíria, na província de Dicar, no Iraque. A estrutura de meados da Idade do Bronze (século XXI a.C.) ruiu no período neo-babilônio (século VI a.C.), e o zigurate foi restaurado sob ordens do rei Nabonido.
Suas ruínas foram escavadas nas décadas de 1920 e 1930 por Sir Leonard Woolley. As mesmas ruínas foram envoltas por uma reconstrução parcial da fachada e da escadaria monumental, feita pelo presidente iraquiano Saddam Hussein durante a década de 1980.

## Zigurate sumério
O zigurate foi construído por Ur-Nammu para ajudar a reconstruir a economia local, por volta do século XXI a.C. (cronologia curta), durante a Terceira Dinastia de Ur. A gigantesca pirâmide em degraus media 62,5 metros de comprimento, 43 de largura e 21 de altura; estes números, no entanto, são especulações, já que apenas os alicerces do zigurate sumério sobreviveram até os dias de hoje.
O zigurate era parte de um complexo de templos que servia como centro administrativo da cidade, e era um santuário do deus lunar Sin, padroeiro de Ur.
A construção do zigurate foi concluída no século XXI a.C., pelo rei Sulgi, que havia se proclamado um deus, visando estabelecer seu controle sobre as cidades da região. Durante seu reinado de 48 anos, a cidade de Ur se tornou a capital de um Estado que controlava boa parte da Mesopotâmia.

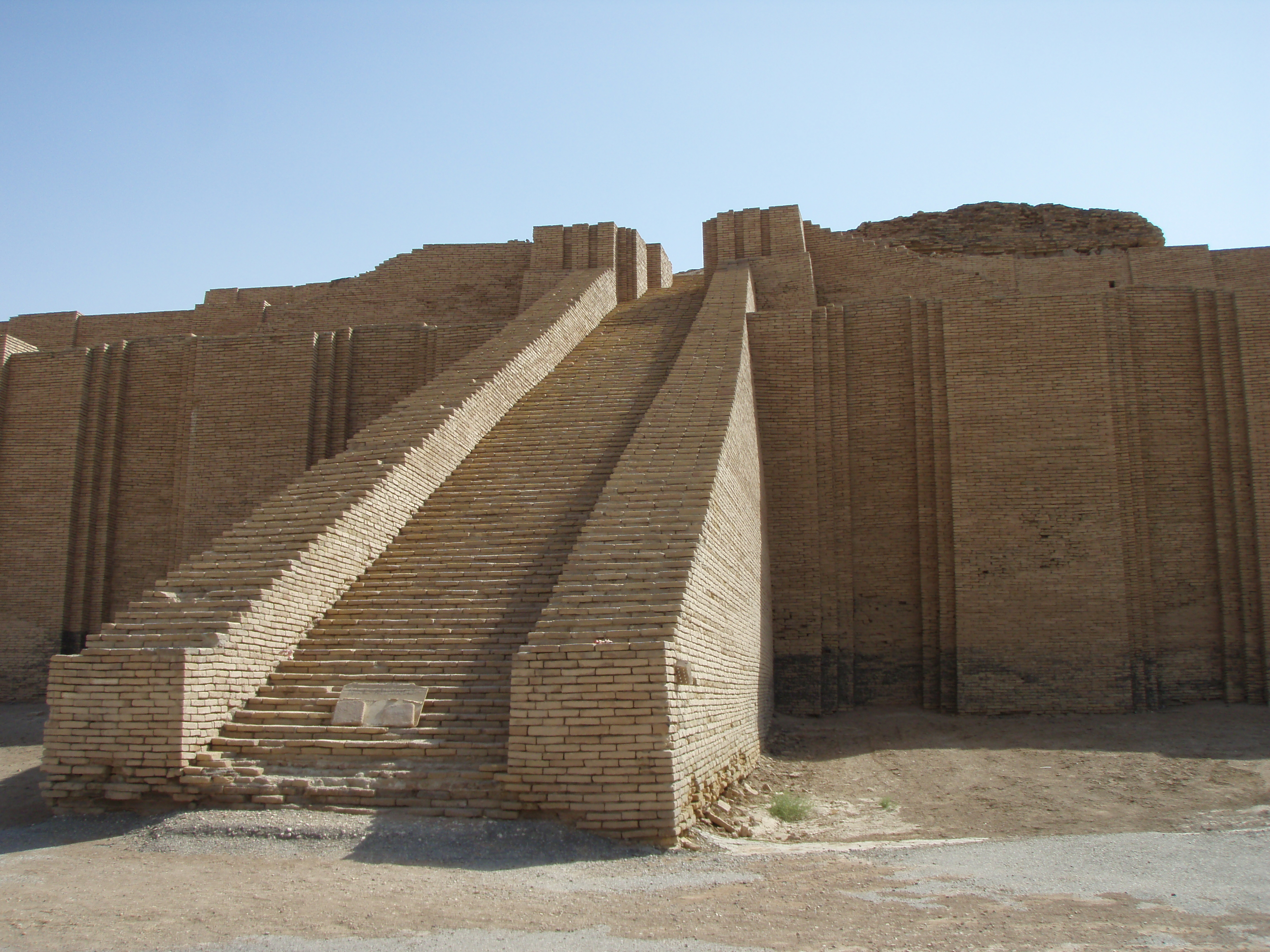
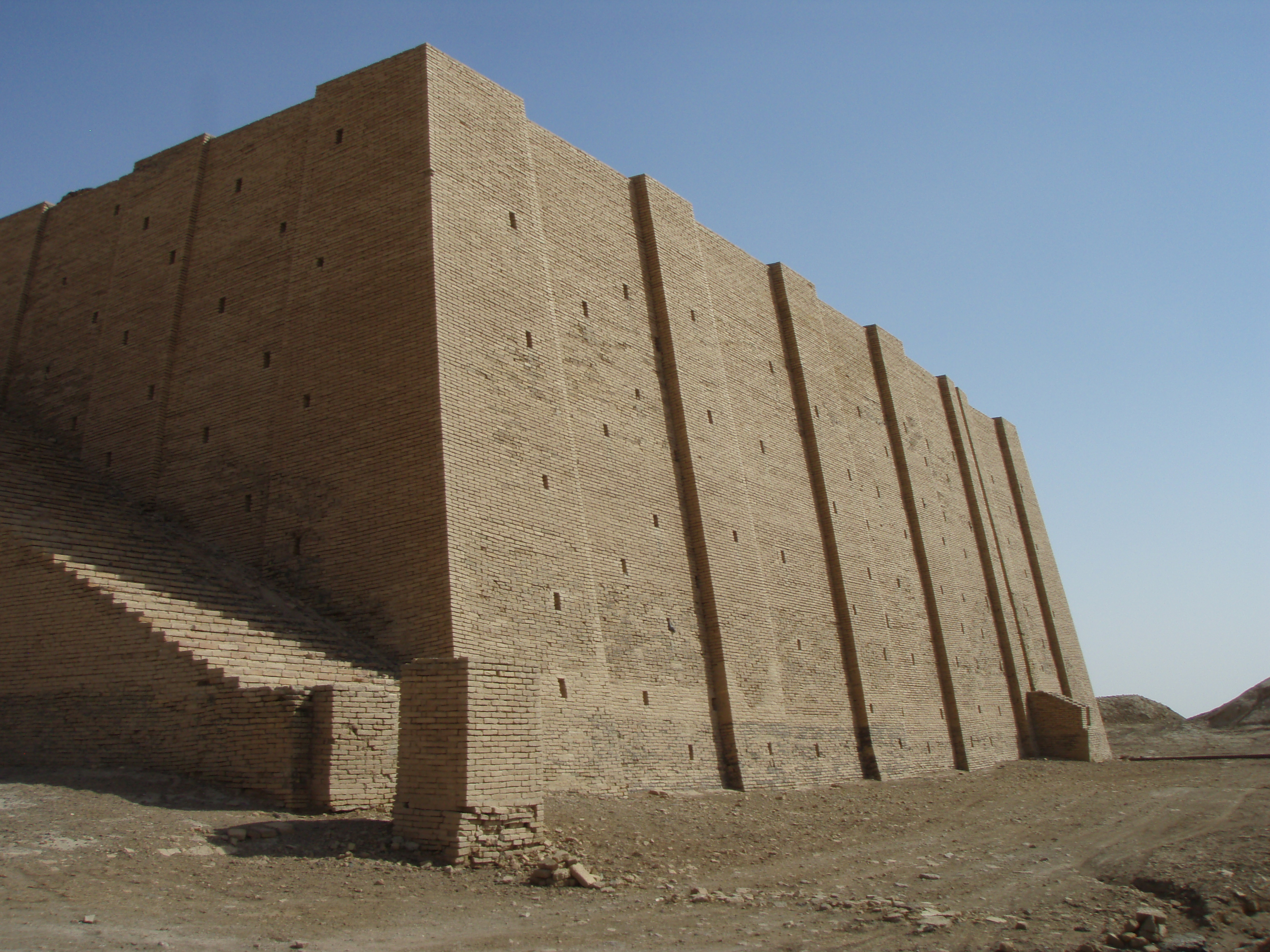
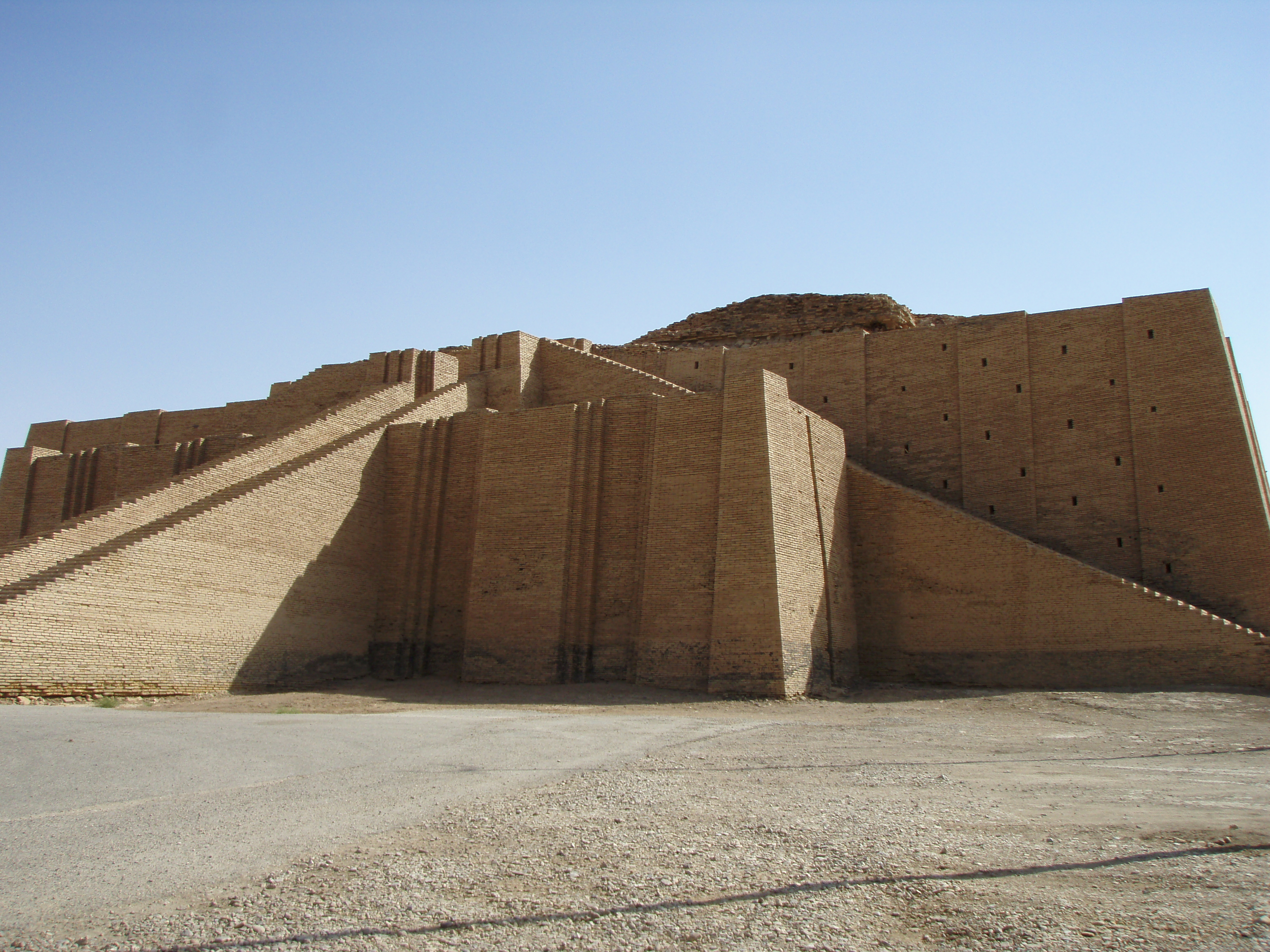
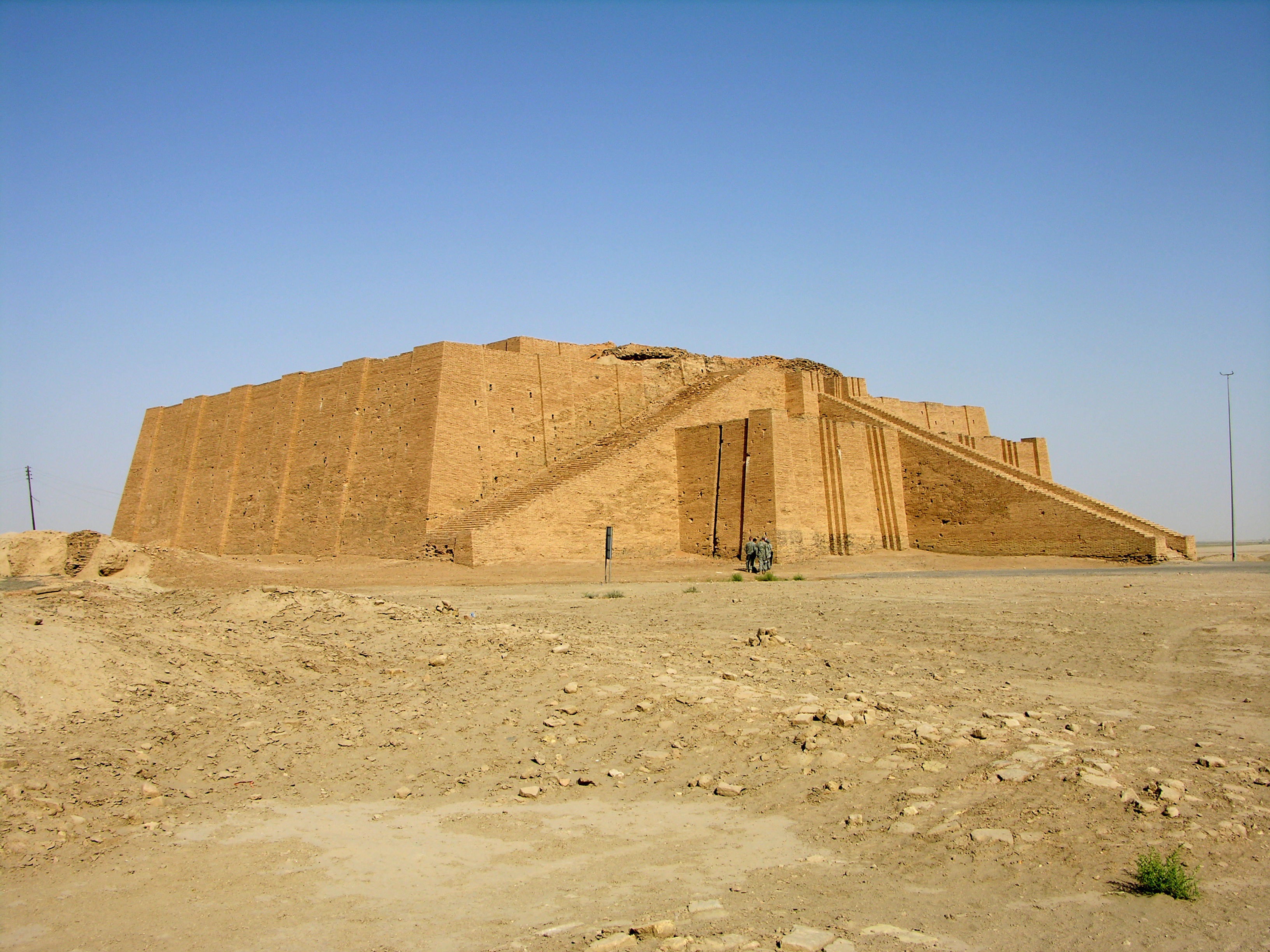
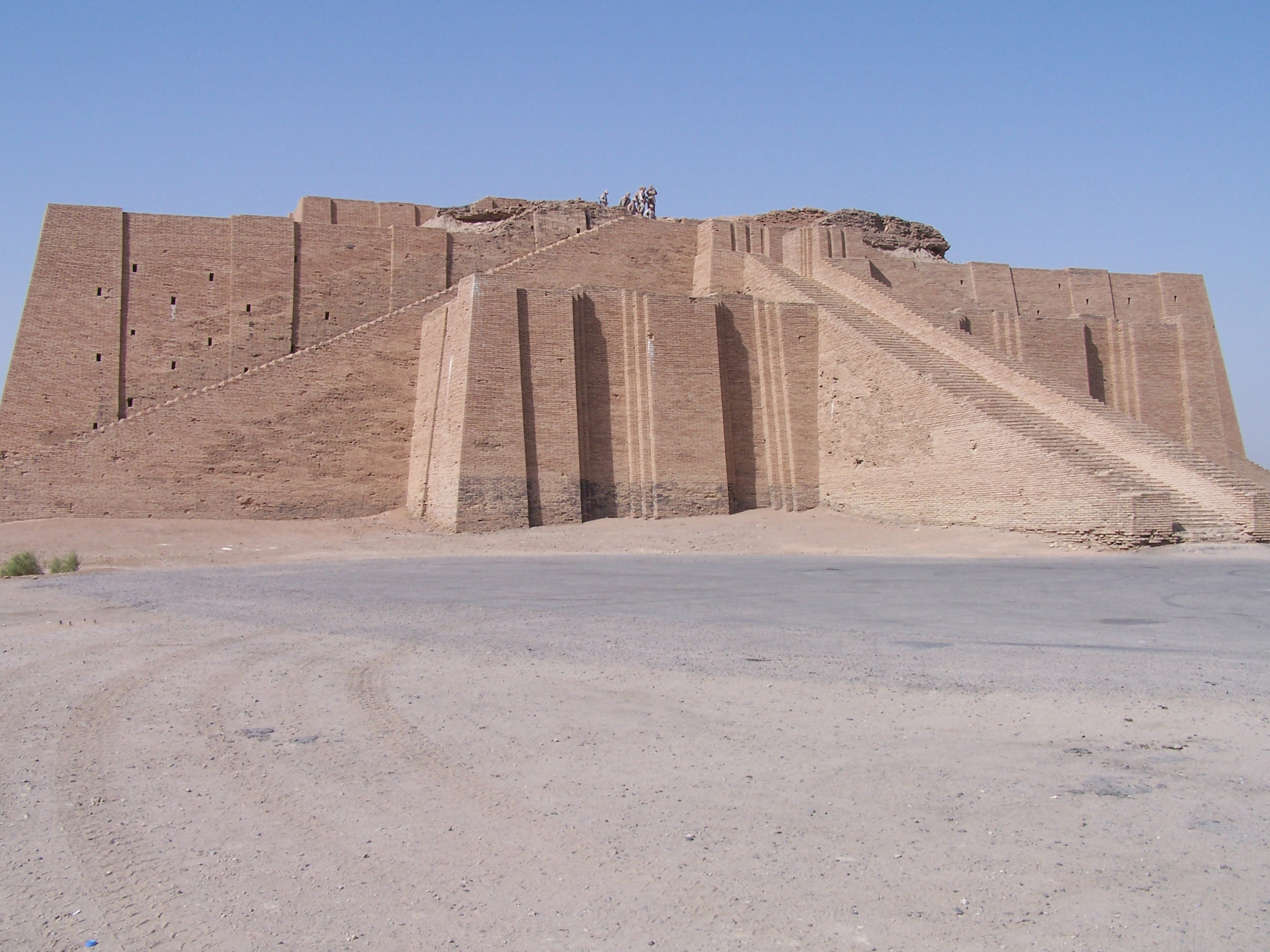
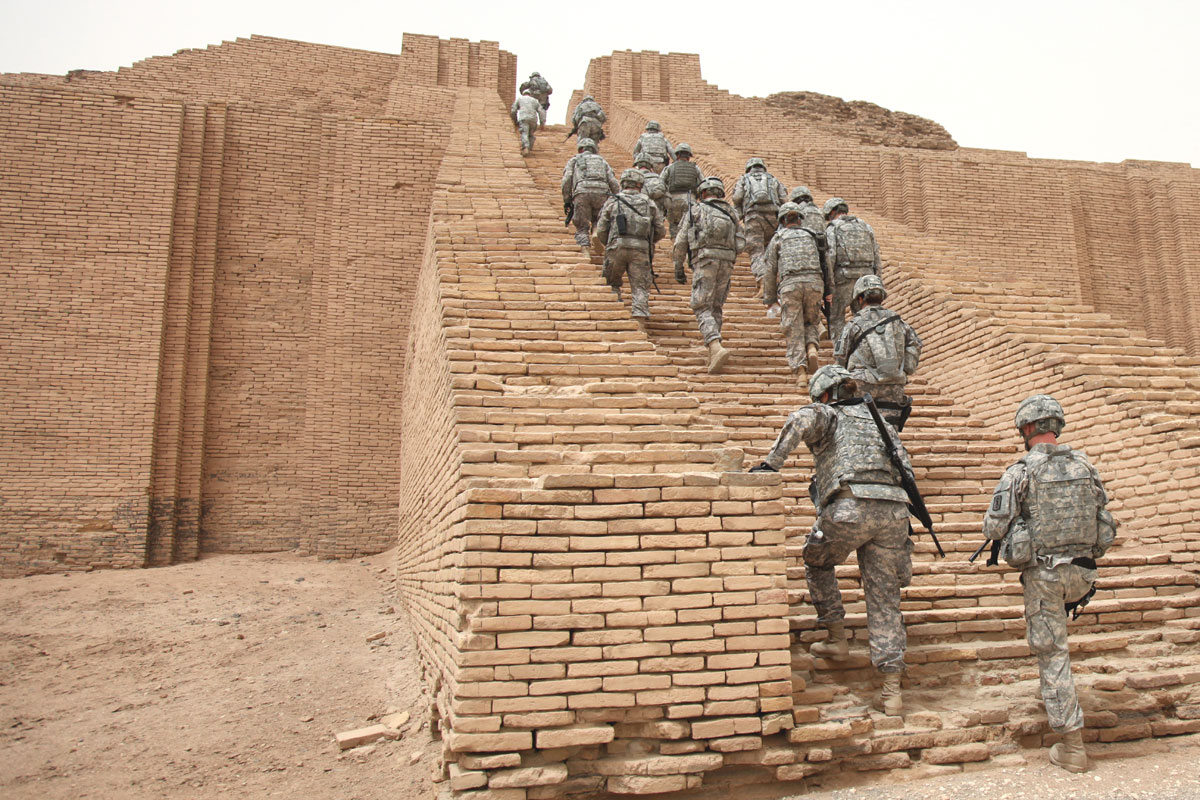
Soldados americanos do 17º Corpo de Bombeiros sobem as escadas reconstruídas do Zigurate de Ur, 2010.